# Aaahh!!! Real Monsters
Aaahh!!! Real Monsters è una serie televisiva animata statunitense del 1994, creata da Gábor Csupó e Peter Gaffney e sviluppata da Klasky Csupo.
La storia si concentra su tre mostri, Ickis, Oblina, e Krumm, che frequentano una scuola per mostri sotto una discarica cittadina per imparare come terrorizzare gli umani.
La serie è stata trasmessa per la prima volta negli Stati Uniti su Nickelodeon dal 29 ottobre 1994 al 6 dicembre 1997, per un totale di 52 episodi ripartiti su quattro stagioni.

## Episodi
| Stagione         | Episodi | Prima TV USA | Prima TV Italia |
| ---------------- | ------- | ------------ | --------------- |
| Prima stagione   | 13      | 1994-1995    | inedita         |
| Seconda stagione | 13      | 1995         | inedita         |
| Terza stagione   | 13      | 1996         | inedita         |
| Quarta stagione  | 13      | 1997         | inedita         |

## Personaggi e doppiatori

### Personaggi principali
- Ickis, voce originale di Charlie Adler.

Ickis è il figlio del leggendario mostro Slickis, un fatto che gli procura un piccolo complesso di inferiorità. È piccolo e color magenta, con orecchie lunghe e piedi che sembrano quasi le calzature di un giullare. Per questo motivo spesso non riesce a impaurire nessuno, anzi viene sovente scambiato per un coniglio. Ickis frequenta l'Accademia dei Mostri e ha l'abilità di gonfiarsi a dismisura, aumentando notevolmente le proprie dimensioni. Appare anche nel videogioco Nicktoons Racing.
- Oblina, voce originale di Christine Cavanaugh.

Oblina viene da una rinomata famiglia di mostri ed è considerata la miglior studente della scuola. Sembra un bastone bianco e nero, con un paio di labbra grandi, rosse e rimovibili. Ha l'abilità di terrorizzare gli umani con gli incubi, che può produrre infilando un dito nelle orecchie delle persone mentre stanno dormendo.
- Krumm, voce originale di David Eccles.

Krumm è un mostro che, come gli altri suoi famigliari, ha gli occhi separati dal resto del corpo. Per questo motivo spesso li tiene nelle mani, ma quando deve usare entrambe le mani posiziona i suoi occhi delicatamente dentro la bocca.
- The Gromble, voce originale di Gregg Berger.

Un pane con due occhi, una bocca, faccia e gambe che mangia umani, animali, creature, case, mostri e alieni.

### Personaggi di supporto
- The Snorch, voce originale di David Eccles.
- Zimbo, voce originale di Tim Curry.
- Simon, voce originale di Jim Belushi.
- Bradley, voce originale di Brett Alexander.